# ويلهلم ميشيل
ويلهلم ميشيل (بالألمانية: Wilhelm Michel)‏ هو كاتب ألماني، ولد في 9 أغسطس 1877 في متز في فرنسا، وتوفي في 1942 في دارمشتات في ألمانيا.